# レナウンローバーズ
レナウンローバーズはレナウンをスポンサーとした、かつて存在した社会人のアメリカンフットボールチーム。Xリーグが結成される前の1983年度から1988年度までライスボウルに6年連続出場し1985年度には優勝した強豪チーム。2002年ゴールデンゴーズを吸収合併しクラブチーム化したが、2003年に親会社の業績不振を理由に解散が発表されリーグ戦を辞退した。本拠地だった習志野レナウングランド（レナウン習志野オフィスに付属）はオービックシーガルズが利用している。

## 主な成績

### ライスボウル
| 年度   | 回 | 優勝                     | スコア  | 準優勝                   |
| ------ | -- | ------------------------ | ------- | ------------------------ |
| 1983年 | 37 | 京都大学ギャングスターズ | 29 - 28 | レナウンローバーズ       |
| 1984年 | 38 | 日本大学フェニックス     | 53 - 21 | レナウンローバーズ       |
| 1985年 | 39 | レナウンローバーズ       | 45 - 42 | 関西学院大学ファイターズ |
| 1986年 | 40 | 京都大学ギャングスターズ | 35 - 34 | レナウンローバーズ       |
| 1987年 | 41 | 京都大学ギャングスターズ | 42 - 8  | レナウンローバーズ       |
| 1988年 | 42 | 日本大学フェニックス     | 47 - 7  | レナウンローバーズ       |

### 東京スーパーボウル
| 年度   | 回 | 優勝               | スコア  | 準優勝                     |
| ------ | -- | ------------------ | ------- | -------------------------- |
| 1987年 | 1  | レナウンローバーズ | 31 - 28 | アサヒビールシルバースター |
| 1988年 | 2  | レナウンローバーズ | 28 - 20 | 松下電工インパルス         |

## 主な所属選手
- 総監督：中瀬久雄（慶應義塾大学OB）監督：谷口（慶應義塾大学OB）ヘッドコーチ：小澤清明（中央大学OB）
- 松岡秀樹
- 鈴木隆之

斉藤悟、黒田裕介、植田隆雄、磯辺公人、田中裕介、平山裕二、柿沼真一、木和田匡英、毛利憲司、徳丸順幸、尾寺忠、武内慎吾、原田敏、木村正士、渡辺たけし、山澤真樹、加藤裕、川田治毅、平野三美、平野雅義、松田真司、小浦浩司、山本文吾、澁谷治男、及川剛士、本田学、相澤健一、猿木雅文、星名雅彦、池田貴之、船越聖治、柏木広志、金子但、鈴木堅世、櫻田勝巳、石井、柴田成俊、田中篤史、徳坂慎、羽鳥仁一、戸川幸信、勝山、高岡利夫、松井政則、田中慎、金子大助、田河誠司、須知康信、安保昌敏、村上英司、有賀修一、小畑昌也、高野信彰、南部健弥、